# ستوريز
ستوريز (بالإنجليزية: Stories)‏هو ستوديو ألبوم الثاني من للسويدي DJ أفيتشي. تم إصداره في 2 أكتوبر 2015، من خلال PRMD ، لافا للتسجيلات و Sony Music's Epic التسجيلات. تم إنتاج الألبوم من قبل أفيتشي مع مشاركة قام بها سالم الفكير وأليكس إيبرت وكارل فالك وكريستوفر فوغلمارك ومارتن جارريكس وداني لينيفالد وأشراس بورني وألبين نيدلر وفينسينت بونتر على العديد من الأغاني. تم إصدار الألبوم مع ملاحظات وصمت أغلبها بأنها إيجابية من نقاد الموسيقى.

## روابط خارجية
- ستوريز على موقع ميتاكريتيك (الإنجليزية)
- ستوريز على موقع أول موفي (الإنجليزية)